# Nascar Busch Series Grand National Division 2002
Nascar Busch Series Grand National Division 2002 var ett race som vanns av Greg Biffle.

## Delsegrare
| Bana           | Vinnare            |
| -------------- | ------------------ |
| Daytona        | Dale Earnhardt Jr. |
| North Carolina | Jason Keller       |
| Las Vegas      | Jeff Burton        |
| Darlington     | Jeff Burton        |
| Bristol        | Jeff Green         |
| Texas          | Jeff Purvis        |
| Nashville      | Scott Riggs        |
| Talladega      | Jason Keller       |
| Fontana        | Scott Riggs        |
| Richmond       | Jason Keller       |
| New Hampshire  | Bobby Hamilton Jr. |
| Nazareth       | Jason Keller       |
| Charlotte      | Jeff Green         |
| Dover          | Greg Biffle        |
| Nashville      | Jack Sprague       |
| Kentucky       | Todd Bodine        |
| Milwaukee      | Greg Biffle        |
| Daytona        | Joe Nemechek       |
| Chicagoland    | Johnny Sauter      |
| Gateway        | Greg Biffle        |
| Pikes Peak     | Hank Parker Jr.    |
| Clermont       | Greg Biffle        |
| Michigan       | Jimmy Spencer      |
| Bristol        | Jeff Burton        |
| Darlington     | Jeff Burton        |
| Richmond       | Dale Earnhardt Jr. |
| Dover          | Scott Wimmer       |
| Kansas         | Jeff Burton        |
| Charlotte      | Jeff Burton        |
| Memphis        | Scott Wimmer       |
| Atlanta        | Jamie McMurray     |
| North Carolina | Jamie McMurray     |
| Phoenix        | Scott Wimmer       |
| Homestead      | Scott Wimmer       |

## Slutställning
| Plats | Förare             | Poäng |
| ----- | ------------------ | ----- |
| 1     | Greg Biffle        | 4924  |
| 2     | Jason Keller       | 4644  |
| 3     | Scott Wimmer       | 4488  |
| 4     | Mike McLaughlin    | 4253  |
| 5     | Jack Sprague       | 4206  |
| 6     | Jamie McMurray     | 4147  |
| 7     | Kenny Wallace      | 4078  |
| 8     | Bobby Hamilton Jr. | 4058  |
| 9     | Stacy Compton      | 4042  |
| 10    | Scott Riggs        | 4023  |